# Dove Creek
Dove Creek é uma cidade  localizada no estado americano do Colorado, no Condado de Dolores.

## Demografia
Segundo o censo americano de 2000, a sua população era de 698 habitantes.
Em 2006, foi estimada uma população de 711, um aumento de 13 (1.9%).

## Geografia
De acordo com o United States Census Bureau tem uma área de
1,4 km², dos quais 1,4 km² cobertos por terra e 0,0 km² cobertos por água.

## Localidades na vizinhança
O diagrama seguinte representa as localidades num raio de 64 km ao redor de Dove Creek.